# Gornji Borki
Gornji Borki is een plaats in de gemeente Sirač in de Kroatische provincie Bjelovar-Bilogora. De plaats telt 15 inwoners (2001).